# Gottfried von Padberg
Gottfried von Padberg (teilw. auch Gottfried von Scharfenberg, als Abt Gottfried II.) († 25. Mai 1343) war von 1325 bis 1343 Abt des Klosters Grafschaft.

## Leben
Er stammte aus dem Adelsgeschlecht Padberg aus der Nebenlinie zu Scharfenberg und war Bruder von Hermann und Johann von Scharfenberg.
Er war zunächst Propst des Augustinerinnenklosters Küstelberg. Als solcher ist er 1292 erwähnt. Er war treibende Kraft bei der Verlegung des Klosters 1297 nach Glindfeld. Auch dort übte er das Amt eines Propstes aus. Er wird in einem Almosenbrief genannt, den sämtliche Klöster in Westfalen und der angrenzenden Gebiete zum Zweck des Baus einer neuen Kirche ausgestellt haben. Im Jahr 1309 schenkte der Knappe Conrad Schlechtrieme dem Kloster mehrere Besitzungen. Ein Jahr später verkauften die von Scharfenberg ihren Haupthof zu Wedene (Wydene) mit den zugehörigen Bauernhöfen an den Propst.
Danach war er Abt von Kloster Grafschaft. Im Allgemeinen wird der Beginn seines Abbiats auf 1325 datiert. Folgt man der Darstellung von Karl Hopf hat er aber schon 1323 der Stadt Schmallenberg die dortige Mühle überlassen. In der entsprechenden Urkunde ist aber von einem Abt Gottfried nicht die Rede. Besiegelt hat die Urkunde ein Gottfried Propst zu Wormbach.
Gottfried wird als Abt in verschiedenen Urkunden erwähnt. Im Jahr 1325 ist bezeugt, dass er der Stadt Attendorn ein Gut zu Lehen gab. Im Jahr 1326 war er als Zeuge anwesend als seine Brüder einen Hof an das Kloster Bredelar für eine Memorienstiftung übergaben. Zu seiner Zeit stifteten die Edelherren von Grafschaft 1332  und Johann II. von Bilstein 1335 Memorien. Im Jahr 1337 verkaufte Johann II. von Grafschaft dem Kloster einen Hof in Grafschaft. Außerdem wies er dem Kloster die Rente aus einem Bauernhof an.